# القديس ميداردوس
ميداردوس (باللاتينية: Medardus) (بالإنجليزية: Medardus)‏ كان أسقفًا في القرن السادس في نويون شمال فرنسا. وُلد حوالي عام 456 وتوفي حوالي عام 545. يُعتبر أحد أكثر القديسين شعبية في فرنسا خلال العصور الوسطى، وتُقام له الاحتفالات في الثامن من يونيو.

## حياته
وُلد ميداردوس في سالوماي، بالقرب من سان كوينتين في بيكاردي، لوالد فرنكي ووالدة غالورومانية. تلقى تعليمه في فيرماندويس ورُسِم كاهنًا، ثم عُيّن لاحقًا أسقفًا على فيرماند. بعد وفاة الأسقف إليجيوس في نويون، عُيِّن ميداردوس خلفًا له في عام 530، ونُقل كرسي الأسقفية إلى نويون. خلال فترة أسقفيته، دمج بين أبرشيتي نويون وتورناي.
اشتهر ميداردوس بتقواه وكرمه، ويُقال إنه وزّع ميراثه على الفقراء. كما نُسبت إليه العديد من المعجزات، من بينها قصص عن مطر ينهمر لحمايته من أشعة الشمس، وهو ما جعله شفيعًا ضد سوء الأحوال الجوية.

## إرثه
بعد وفاته، دُفن ميداردوس في سويسون، وهناك تم بناء دير سان ميدار الشهير. أصبحت ذكراه تُحتفل بها في الثامن من يونيو. كان يُستدعى للتشفع به ضد المطر والبرد غير الموسمي، مما جعله من القديسين المحبوبين لدى الفلاحين.

## الأسطورة
تقول الأسطورة إن ميداردوس عندما كان صبيًا، انهمر المطر عليه بينما كان في الخارج، لكن نسرًا طار فوق رأسه وبسط جناحيه ليحميه من البلل. ويُرمز إليه غالبًا في الأعمال الفنية بهذه الصورة.

## في الفن
يُصوَّر القديس ميداردوس عادة كأسقف، أحيانًا ممسكًا بصليب أو مطرقة، وغالبًا مع نسر يحلق فوق رأسه. ويظهر اسمه في العديد من الكنائس والقرى في فرنسا وبلدان أوروبية أخرى.

## شفيع
- ضد سوء الأحوال الجوية.

- للمزارعين.

- للمساجين.

- لمن يُسخر منهم.

- لآلام الأسنان.

- لحمى الأطفال.